# Tremacron aurantiacum
Tremacron aurantiacum là một loài thực vật có hoa trong họ Tai voi. Loài này được K.Y. Pan miêu tả khoa học đầu tiên năm 1988.